# Leptochilus tropicanus
Leptochilus tropicanus är en stekelart som beskrevs av Parker 1966. Leptochilus tropicanus ingår i släktet Leptochilus och familjen Eumenidae. Inga underarter finns listade i Catalogue of Life.